# Formentera
Formentera a Baleár-szigetek legkisebb tagja, Ibizával együtt a Pityúzok (Illes Pitiüses) szigetcsoportot alkotja. A sziget 19 km hosszú és kb. 3 km-re délre található Ibizától a Földközi-tengerben. Főbb települései: Sant Francesc Xavier, Sant Ferran de ses Roques, El Pilar de la Mola és La Savina.
Formentera csak hajóval érhető el Ibiza szigetéről, Eivissából. Ennek köszönhető, hogy a szigetcsoport legcsendesebb része maradhatott, még úgy is, hogy az 1960-as évektől itt is egyre inkább megnövekedett a turizmus szerepe. A sziget naturista paradicsomként is ismert, mivel a legtöbb strandján engedélyezett a meztelenkedés.
A sziget maga egyetlen helyhatóság (járás, spanyolul comarca), neve Formentera. Lakosainak száma 7461 fő volt 2002-ben. Hivatalos nyelv a katalán és a spanyol, de nyáron igen gyakori a német és az olasz.

## Történelem
A sziget neve a latin frumentum szóból ered, melynek jelentése „gabona”. A szigetet már a rómaiak előtt benépesítették a karthágóiak. A későbbiekben többször gazdát cserélt, volt a vizigótok, Bizánc, a vandálok és az arabok tulajdona is. A katalán hódítók Aragóniához csatolták, később a középkori Mallorcai Királyság része lett.
A spanyol polgárháború alatt olasz megszállás alatt volt.

## Népesség
A lakosság számának növekedési mutatója (1842-2008): 
Forrás: Inst. Nac. de Estadística

## Képek

Formentera zászlaja
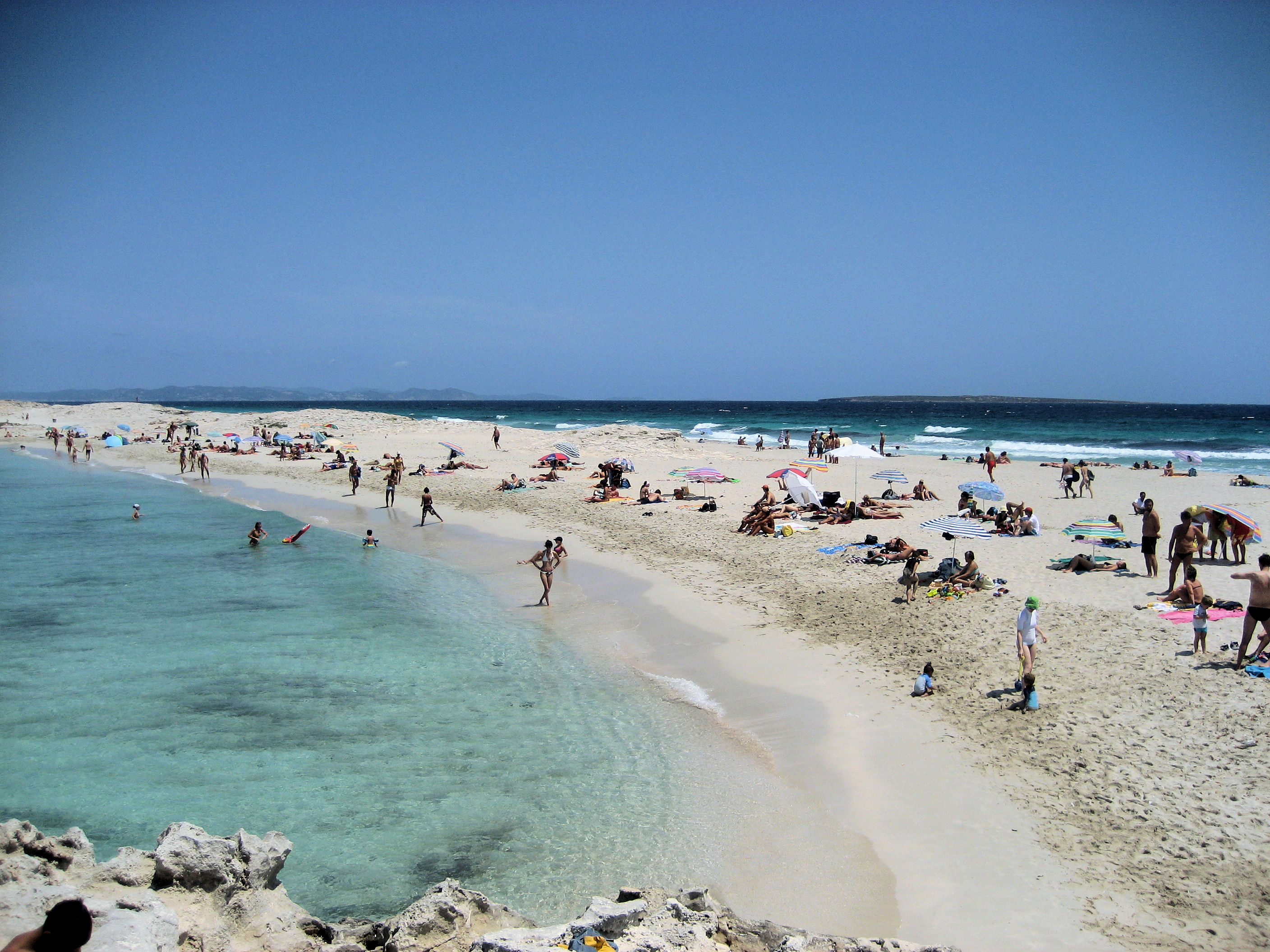
Trucadors strand
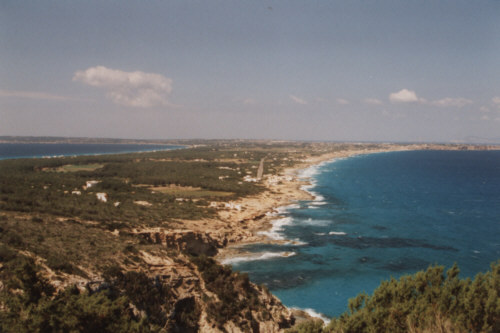
Formentera látképe
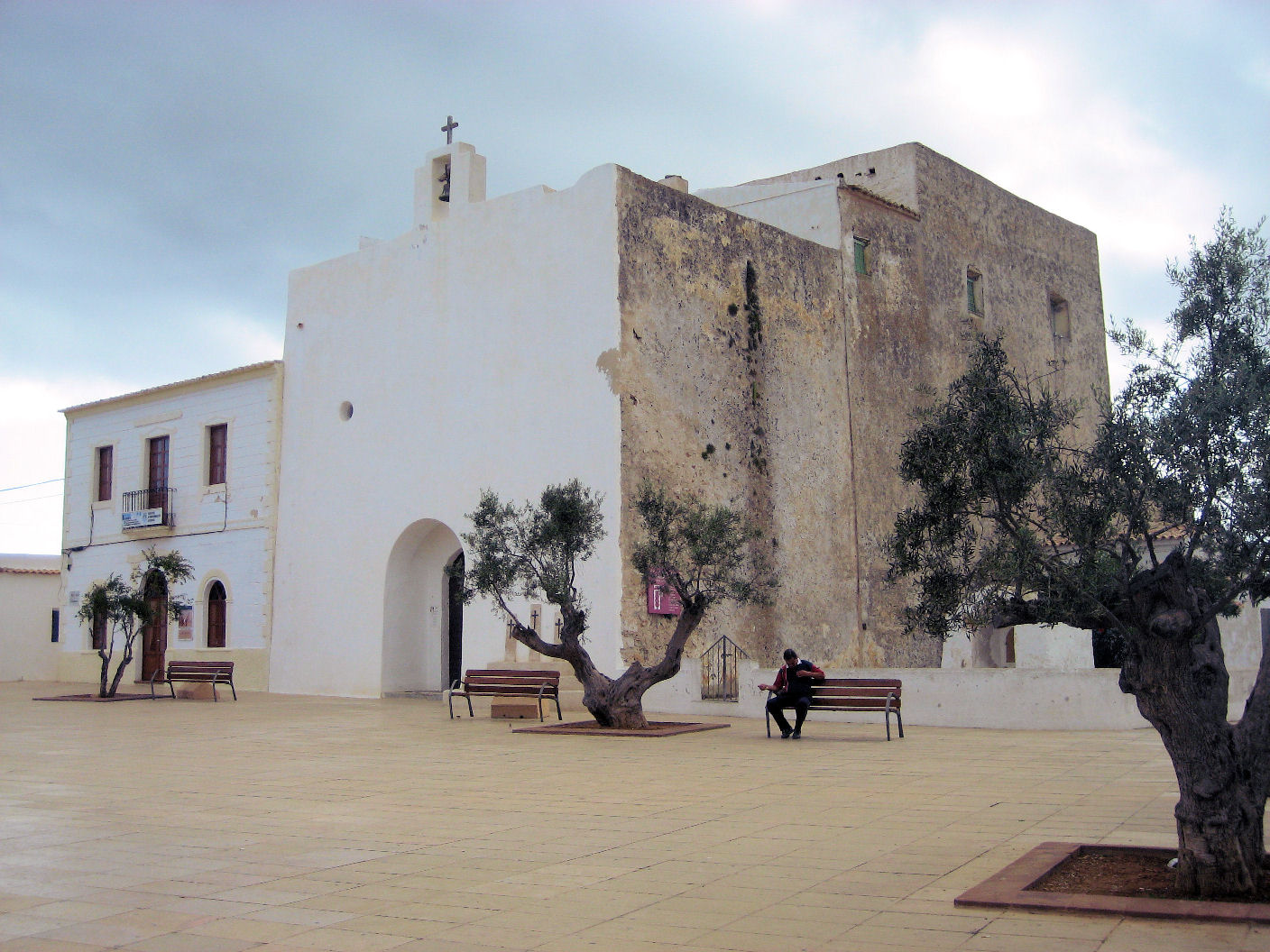
Szent Ferenc-templom